# シャンハイチャーリー
『シャンハイチャーリー』は、ビブオによる日本の漫画作品。『月刊IKKI』（小学館）にて連載された。
本作は、イキマンでデビューした作者ビブオが、デビュー作掲載からわずか2ヶ月後という異例の速さで連載を開始した作品である。単行本は全1巻の発売となったが、単行本の売れ行き次第で続編もあり得るらしい。
『月刊IKKI』2010年9月号に読みきりが掲載された。

## あらすじ
貧乏な暮らしをしている兄弟・シャンハイとチャーリー。兄・シャンハイは日々家計に悩み、弟・チャーリーは肉が食べたくて仕方がない。つましくもそれぞれを思い、暮らしていた。ある日、兄弟の亡き父親が可愛がっていたという猿が現れ…。

## 主な登場人物
チャーリー
主人公でシャンハイの弟。小学生。天真爛漫でイタズラ好き。貧乏な生活に耐えかね、兄のシャンハイに我が儘を言うことも多いが、根は兄思い。自分が金髪であることを気にしているようだが、詳細は不明。
シャンハイ
チャーリーの兄。貧乏な家計を支え、日々悪戦苦闘する。眼鏡をかけている。父親の遺産が入った通帳を得るが、それを引き出すのに必要なキャッシュカード等が入った巾着を持ったまま逃亡した猿・シーザーが憎い。
チャーリーの通う学校の担任・カサブランカ先生に恋心を抱く。
シーザー
兄弟の父親が生前可愛がっていたという白い猿。父親の遺産5億円を引き出すのに必要なキャッシュカード等が入っている巾着を持っており、それを獲得するため、兄弟は盛大にもてなすが、その後兄弟の前から逃亡する。実はかなりの万能で、幼稚園の先生やレストランのシェフ等、様々な職業をこなす。
マスタング
探偵だが、聞き込みは苦手。
大のカーチェイス好き（愛車の名前はクリスティーナ）で、それが原因でしばしば依頼人を怒らせてしまう。
オインク
小柄で太めな18歳の少年。家は金持ちであるが、自立がしたいと考え、家を飛び出し、現在は地下に住んでいる。
ただしかなり浮世離れで、金に頼りがち。
カサブランカ先生
チャーリーの担任の女教師で、シャンハイが思いを寄せる人物。日々チャーリーのイタズラに手を焼いている様子。

## 書誌情報
- ビブオ『シャンハイチャーリー』小学館〈IKKI COMIX〉全1巻
  - 2010年5月28日発売[1]、ISBN 978-4-09188516-6